# (100279) 1994 YL4
(100279) 1994 YL4 es un asteroide perteneciente al cinturón de asteroides, descubierto el 31 de diciembre de 1994 por el equipo del Spacewatch desde el Observatorio Nacional de Kitt Peak, Arizona, Estados Unidos.

## Designación y nombre
Designado provisionalmente como 1994 YL4.

## Características orbitales
1994 YL4 está situado a una distancia media del Sol de 2,375 ua, pudiendo alejarse hasta 2,682 ua y acercarse hasta 2,068 ua. Su excentricidad es 0,129 y la inclinación orbital 0,766 grados. Emplea 1337 días en completar una órbita alrededor del Sol.

## Características físicas
La magnitud absoluta de 1994 YL4 es 17,2.